# Passiflora tenuifila
Passiflora tenuifila Killip – gatunek rośliny z rodziny męczennicowatych (Passifloraceae Juss. ex Kunth in Humb.). Występuje naturalnie w Boliwii, Paragwaju, północnej Argentynie oraz Brazylii (w stanach Minas Gerais, Rio de Janeiro, São Paulo, Paraná, Rio Grande do Sul oraz Santa Catarina.

## Morfologia
PokrójZdrewniałe, trwałe, nagie liany.
LiściePotrójnie klapowane, sercowate u podstawy. Mają 3,5–9 cm długości oraz 5–14 cm szerokości. Całobrzegie, z ostrym wierzchołkiem. Ogonek liściowy jest owłosiony i ma długość 15–50 mm. Przylistki są podłużne o długości 2–4 mm.
KwiatyPojedyncze lub zebrane w pary. Działki kielicha są podłużnie liniowe, mają 1,5–2 cm długości. Płatki są podłużnie liniowe, białe, mają 1–1,8 cm długości. Przykoronek ułożony jest w 4–5 rzędach, biało-fioletowy, ma 2–8 mm długości.
OwoceMają prawie kulisty kształt. Mają 3,5–6 cm długości i 3,5–5 cm średnicy.